# Coppa Bernocchi 1928
La Coppa Bernocchi 1928, decima edizione della corsa, si svolse l'8 settembre 1928 su un percorso di 282 km. Era valida come evento del circuito UCI categoria CB1.1. La vittoria fu appannaggio dell'italiano Carlo Galluzzi, precedendo i connazionali Mario Bianchi e Federico Gay. L'arrivo e la partenza della gara furono a Legnano.

## Ordine d'arrivo (Top 10)
| Pos. | Corridore          | Squadra       | Tempo |
| ---- | ------------------ | ------------- | ----- |
| 1    | Carlo Galluzzi     | Maino         | N.D.  |
| 2    | Mario Bianchi      | -             | N.D.  |
| 3    | Federico Gay       | Alcyon-Dunlop | N.D.  |
| 4    | Aristide Cavallini | Bianchi       | N.D.  |
| 5    | Silvio Olmo        | -             | N.D.  |
| 6    | Ermano Vallazza    | Bianchi       | N.D.  |
| 7    | Michele Orecchia   | -             | N.D.  |
| 8    | Giuseppe Negri     | -             | N.D.  |
| 9    | Giovanni Balla     | -             | N.D.  |
| 10   | Alfonso Crippa     | Touring       | N.D.  |